# Шарль Ольє де Нуантель
Шарль Марі Франсуа Ольє, маркіз де Нуантель (1635, Париж — 1685) — французький дипломат, посол Франції в Османській імперії, етнограф, перший збирач казок «Тисяча і одна ніч», поціновувач класичної античності. Сином Шарля Ольє де Нуантеля був Луї де Бешамель, винахідник соусу бешамель.
У вересні 1673 року Шарль Ольє де Нуантель розпочав 17-місячну подорож Грецією та Малою Азією. Він відвідав острів Хіос, Кіклади, пізніше Палестину та Єгипет. 1674 року Шарль Ольє де Нуантель відвідав Афіни. Він мав при собі художника — Жака Каррея, який створив серію малюнків вцілілих скульптур Парфенона. Хоча вони ідеалізовані та створені під впливом естетики доби Відродження, проте відповідають сучасному уявленню археологічної точності. Саме їх покладено в основу усіх відомих реконструкцій скульптурних композицій східного та західного фронтону Парфенона. Репринт малюнків Жака Каррея із описом наведений у книзі братів Етьєн «Загадка античної Греції: Археологія відкриття».